# Воскресенська церква (Поділ)
Воскресенська церква — православний парафіяльний храм у Києві на Подолі, збудований 1670 року та зруйнований на початку 1930-х років. Знаходилася на розі вулиці Спаської та провулку Хорива, на її місці спорудили житловий будинок по провулку Хорива, 4.

## Історія храму
Подільська Воскресенська церква була одним із найстаріших мурованих храмів київського Подолу. На її місці у XVI столітті існувала дерев'яна церква Воскресіння із бічним вівтарем на честь святого Євстафія Плакіди, зведена коштом гетьмана Остафія Дашкевича у 1500 чи близько 1508 року. За іншими даними, ця дерев'яна церква була значно старішою, а Дашкевич лише прибудував приділ на честь святого Євстафія. На користь цієї версії свідчить згадка про будинок священника Воскресенської церкви в «Описі київського замку» 1552 року. У другій половині XVI століття опікунами церкви була родина Рожинських (Ружинських), родичів Дашкевича, вони подарували церкві (ймовірно, за заповітом Дашкевича) частину своїх земельних володінь на лівому березі Дніпра — слобідку, яка на честь церкви стала називатися Воскресенською (сучасний житловий масив Воскресенка).
Найстаріші писемні згадки про дерев'яну церкву Воскресіння датовані кінцем XVI століття, 1653 року її описав мандрівник Павло Алеппський. У 1610-х роках (близько 1617 року) настоятелем церкви був Іов Борецький, майбутній Київський митрополит.
Ймовірно у 1632—1646 роках, за часів митрополита Петра Могили, до церкви добудували другий бічний вівтар на честь святих Петра і Павла. У 1658 році будівля храму постраждала від пожежі, після чого замість дерев'яної спорудили нову муровану п'ятибанну церкву. Різні джерела наводять різні дати та обставини цієї події. За однією версією, муровану Воскресенську церкву почали будувати (або вже збудували) у 1670 році, коштом міщанина Михайла Грека. За іншою версією церкву звели на місці колишнього церковного цвинтаря у 1695 або 1698 році, а фундатором будівництва став грецький купець Михайло Миколайович Рудзинський або Радзицький. Костянтин Широцький у своєму путівнику по Києву 1917 року наводить обидві ці версії, але зазначає, що схиляється до першої, адже на мапі Києва 1695 року Воскресенська церква зображена вже в оновленому вигляді, із п'ятьма банями та трьома апсидами. Сучасний києвознавець Михайло Кальницький припускає, що церкву почали будувати 1670 року коштом Михайла Грека, а завершили лише наприкінці XVII століття, отримавши нову пожертву на завершення будівництва від Михайла Рудзинського.
У XVIII столітті церкву неодноразово ремонтували: у 1703 році — коштом парафіянина церкви, купця Л. Величка, у 1732 році — коштом козацького осавула Павла Гудими, який був одружений з онукою Михайла Рудзинського. У 1760-х роках церкву перебудували за проєктом архітектора Івана Григоровича-Барського. У 1809 році за проєктом архітектора Андрія Меленського з західного боку церкви, над в'їзною брамою церковної садиби прибудували муровану дзвіницю.
Під час пожежі 1811 року церква суттєво постраждала, однак були збережені бані, карнизи, оздоблення вікон та пілястри. Старий іконостас не зберігся. У 1886 році, під час чергового ремонту церкви, розібрали чотири з п'яти бань.
У середині XIX століття церкві належали сіножаті на Оболоні площею 4 десятини, також здавалася внайми половина житлового будинку для священнослужителів. Станом на 1860-ті роки парафія церкви налічувала 184 особи.
За радянських часів церкву закрили та зруйнували, на її місці у 1935 році збудували чотириповерховий житловий будинок-«сталінку» для працівників управління пожежної охорони. Точна дата знесення церкви невідома, за версією Михайла Кальницького це сталося 1934 року, за версією Олени Попельницької — у 1935 році. Тит Геврик зазначає, що 25 квітня 1932 року її ще фотографував для Київської обласної інспектури охорони пам'яток культури К. Козловський, однак у «Переліку всіх закритих молитовень православного релігійного культу по місту Києву станом на 26 березня 1936 р.» церква вже фігурує як розібрана. У Державному архіві Києва є документи стосовно спорудження будинку на місці церкви, в яких зазначається, що станом на 1 листопада 1934 року будинок був зведений на 52%.

## Опис
Мурована Воскресенська церква була типовим храмом у стилі українського бароко: хрещата у плані, стіни вертикально розчленовані пілястрами коринфського ордеру та прикрашені ліпними карнизами, вікна декоровані лиштвами та сандриками. Первісно церква мала п'ять грушоподібних бань, центральна з яких була на восьмигранному барабані, та три апсиди — головний вівтар на честь Воскресіння Христового, північний приділ на честь Архангела Михаїла, переосвячений пізніше в ім'я святих Петра і Павла, та південний приділ на честь святого Євстафія. У 1886 році храм під час чергового ремонту зробили однобанним, розібравши чотири бані та лишивши одну середню, яку переробили на простішу, напівсферичну. Дзвіниця церкви, зведена пізніше, була круглою у плані, чотириярусною, оздобленою в стилі класицизму. Стіни першого ярусу були рустовані, другий ярус, де розміщувалися дзвони, мав видовжені прямокутні отвори, фланковані іонічними напівколонами, третій ярус завершувався напівсферичним куполом із високим шпилем.
Серед церковного начиння храму була вовняна плащаниця XVII століття.
При церкві існував невеликий цвинтар, на якому у XVII—XIX століттях ховали парафіян. Наприкінці XIX століття на його території звели мурований будинок церковно-парафіяльної школи.
Сповідні розписи, метричні книги і клірові відомості церкви (з 1723 по 1920 рік) зберігаються в Центральному державному історичному архіві України, м. Київ (ЦДІАК України).

## Топоніми, пов'язані з Воскресенською церквою
Від Воскресенської церкви отримали свої назви Воскресенський провулок, що вів до церкви (сучасний провулок Хорива) та Воскресенська слобідка на лівому березі Дніпра, на місці якої у XX столітті сформувався Воскресенський житловий масив. Також неподалік від церкви стояла садиба Іова Борецького, який до свого обрання митрополитом, був настоятелем цієї церкви. Борецький заповів садибу Спасо-Межигірському монастиреві, який заснував тут своє подвір'я, від якого пішла назва Межигірської вулиці.